# Pokrajina Bergamo
Pokrajina Bergamo (v italijanskem izvirniku Provincia di Bergamo [provìnča di bèrgamo]) s središčem v Bergamu je ena od dvanajstih pokrajin, ki sestavljajo italijansko deželo Lombardija. Meji na severu s pokrajino Sondrio, na vzhodu s pokrajino Brescia, na jugu s pokrajino Cremona in na zahodu s pokrajinama Lecco, Monza e Brianza in Milano).

## Večje občine
Glavno mesto je Bergamo, ostale večje občine so (podatki 31.12.2010):
| Mesto               | Prebivalcev |
| ------------------- | ----------- |
| Bergamo             | 120.694     |
| Treviglio           | 29.034      |
| Seriate             | 24.297      |
| Dalmine             | 23.266      |
| Romano di Lombardia | 19.049      |

## Naravne zanimivosti
Zaradi značilne lege ozemlja, ki se postopoma spušča iz gore v dolino, je v pokrajini veliko slapov. Najbolj znan je trojni slap na reki Serio, ki je s 315 metri padca tudi najvišji v Italiji. Danes je pravzaprav umetni slap, kajti voda prihaja iz umetne zajezitve reke. Do leta 1931, ko je bi jez postavljen, je slap prosto padal po južnem pobočju hriba. Po zajezitvi je bil odvisen od trenutnega stanja vode do leta 1969, ko se je začelo umetno jezero načrtno izkoriščati: slap, torej naravni odtok jezera, je bil zaprt razen enega samega izliva v mesecu juliju. Od leta 1991 je v turistične namene slap "oživel" dvakrat letno, tretjo nedeljo v juliju in prvo v septembru. Danes se slikoviti prizor ponovi petkrat letno, vedno v poletnem času.
Seznam zaščitenih področij v pokrajini:
- Regijski park Orobie Bergamasche (Parco delle Orobie Bergamasche)
- Regijski park severnega toka reke Adda (Parco Regionale dell'Adda Nord)
- Regijski park reke Serio (Parco Regionale del Serio)
- Naravni rezervat Valpredina (Riserva naturale Oasi WWF di Valpredina)
- Naravni rezervat Bosco de l' Isola (Riserva naturale Bosco de l' Isola)
- Naravni rezervat Valle del Freddo (Riserva naturale Valle del Freddo)
- Naravni rezervat Izvir Brancaleone (Riserva naturale Fontanile Brancaleone)
- Naravni rezervat Cascina Campagna (Riserva naturale Boschetto della Cascina Campagna)
- Naravni rezervat Giovetto di Palline (Riserva naturale Boschi del Giovetto di Palline)
- Krajinski park Colli di Bergamo (Parco dei Colli di Bergamo)

## Zgodovinske zanimivosti
Pokrajino prečka star 35 km dolg prekop, ki povezuje reki Adda in Oglio. Začetek gradnje sega v leto 1267, ko sta sklenili premirje tedanji deželi Bergamo (gvelfi) in Cremona (gibelini), ki sta hoteli na ta način dokončno določiti medsebojne meje. Ozemlje je bilo že gosto prepleteno s kanali, naravnimi vodnimi tokovi in umetnimi povezavami med njimi, zato je bila meja v obliki prekopa najbolj "naravna". Odločili so se za standardno širino "treh beneških korakov", približno pet metrov, in za dolžino od reke Adda do reke Oglio, s potekom preko ostalih vodnih tokov ali, po potrebi, v njih samih. Dejansko je kanal prečkal v ravni črti reko Brembo, a pri reki Serio se je vključil v njen tok in se spet odcepil šele več kilometrov niže. Ta meja je kljub mnogim srednjeveškim vojnam, ki so si lastile področje, dolgo trajala. V štirinajstem stoletju jo je Beneška republika zaznamovala z mejniki in opremila z manjšimi vojaškimi garnizijami. Po prihodu Francozov (1797) meja ni imela več pomena in prekop je bil zapuščen. Po njem pa še danes poteka razmejitev med škofijama Bergamo in Cremona. V zadnjih letih so bili nekateri manjši odseki restavrirani kot zgodovinski spomenik.